# Korsów
Korsów (ukr. Корсів) – wieś na Ukrainie w rejonie złoczowskim należącym do obwodu lwowskiego.
Do 2020 w rejonie brodzkim. 

## Położenie
Na podstawie Słownika geograficznego Królestwa Polskiego i innych krajów słowiańskich: Korsów to wieś w powiecie brodzkim, 18 km na północ od sądu powiatowego w Brodach.